# Rio Ovil
A bacia hidrográfica do rio Ovil tem a sua origem no ribeiro dos loureiros, na freguesia de Loivos do Monte em Baião. É delimitada pelos cabeços das Serras da Aboboreira e do Castelo, de formação granítica.
O rio Ovil tem a sua foz no rio Douro, mais concretamente no lugar de Porto Manso, na freguesia de Ribadouro.
Como linha de água mais importante que alimenta este rio, existe o ribeiro do Govê. Localizam-se ao longo desta bacia, as freguesias de Loivos do Monte, São João de Ovil, Campêlo, Govê, Grilo, Santa Leocádia, Ancêde e Ribadouro, todas elas no conselho de Baião.